# Predejane
Predejane je varošica u gradu Leskovcu, Jablanički upravni okrug, Srbija. Prema popisu iz 2022. godine u Predejanu je živjelo 872 stanovnika. Varošica je poznata po »Motelu Predejane« koji se nalazi pored Koridora 10.